# Val-de-Saâne
Val-de-Saâne ist ein Ort und eine französische Gemeinde mit 1.468 Einwohnern (Stand: 1. Januar 2022) im Département Seine-Maritime in der Region Normandie. Die Gemeinde gehört zum Arrondissement Dieppe und zum Kanton Luneray (bis 2015 Kanton Tôtes).

## Lage
Val-de-Saâne liegt an der Saâne im Pays de Caux etwa 40 Kilometer nordnordwestlich von Rouen. Umgeben wird Val-de-Saâne von den Nachbargemeinden Auzouville-sur-Saâne im Norden und Nordwesten, Saint-Pierre-Bénouville im Norden, Beauval-en-Caux im Nordosten, Calleville-les-Deux-Églises und Belleville-en-Caux im Osten, Saint-Vaast-du-Val im Osten und Südosten, Bertrimont im Südosten, Ancretiéville-Saint-Victor im Süden, Bourdainville im Südwesten, La Fontelaye im Westen und Südwesten, Imbleville im Westen sowie Le Torp-Mesnil im Nordwesten.

## Geschichte
1964 wurde die Gemeinde aus den zuvor eigenständigen Kommunen Anglesqueville-sur-Saâne, Eurville, Thièdeville und Varvannes gebildet.

## Bevölkerungsentwicklung
| Jahr                      | 1962 | 1968 | 1975 | 1982 | 1990 | 1999 | 2006 | 2013 |
| Einwohner                 | 245  | 707  | 1027 | 1214 | 1257 | 1330 | 1330 | 1465 |
| Quelle: Cassini und INSEE |      |      |      |      |      |      |      |      |

## Sehenswürdigkeiten
- Kirche Saint-Wandrille aus dem 11. Jahrhundert
- Kirche Saint-Sulpice aus dem 19. Jahrhundert
- Kirche Saint-Nicaise aus dem 11. Jahrhundert
- Kirche Saint-Pierre in Eurville
- Schloss Varvannes